# Albert Løvmand
Albert Friedrich Lützow Løvmand (født 3. april 1806 i København, død 31. januar 1847 i Christiansted) var en dansk arkitekt.
Albert Løvmand tog til Dansk Vestindien, efter have modtaget undervisning i 1827 havde på Kunstakademiet. Her fik generalguvernør Peter von Scholten stor betydning for hans karriere. Det lykkedes for Løvmand at få en del kontrakter med myndighederne, og han blev således den første arkitekt fra Kunstakademiet med succes i Dansk Vestindien. Bygningerne vidner om Løvmand havde rod i nyklassicismen på grund af læremesteren C.F. Hansens indflydelse.
Løvmand var broder til de to kvindelige blomstermalere, Christine Løvmand ogFrederikke Løvmand.

## Ekstern henvisning
- Albert Løvmand på Kunstindeks Danmark/Weilbachs Kunstnerleksikon